# Scambus assamensis
Scambus assamensis là một loài tò vò trong họ Ichneumonidae.